# 隗瀛涛
隗瀛涛（1930年—2007年），男，四川开县人(今重庆市开州区人)，中国历史学家，四川大学教授，曾任四川大学副校长，四川省文史研究馆馆长，中国史学会理事。